# Not Like Us
 (août 2025).
Si vous disposez d'ouvrages ou d'articles de référence ou si vous connaissez des sites web de qualité traitant du thème abordé ici, merci de compléter l'article en donnant les références utiles à sa vérifiabilité et en les liant à la section « Notes et références ».
Not Like Us est une chanson écrite et enregistrée par le rappeur américain Kendrick Lamar. Elle est sortie le 4 mai 2024 via le label Interscope Records, au milieu d'une querelle très médiatisée (en) entre Kendrick Lamar et le rappeur canadien Drake. Il s'agit du cinquième volet de la série de diss songs de Lamar dirigées contre Drake. Elle est diffusée moins de 20 heures après son précédent single, Meet the Grahams (en).

## Création et description
Principalement produit par DJ Mustard, avec le travail supplémentaire de Sounwave (en) et Sean Momberger (en), Not Like Us est une chanson de rap West Coast influencée par le hyphy, composée d'une ligne de basse proéminente avec des cordes vivantes et des claquements de doigts (en). Sur le plan lyrique, l'album poursuit les thèmes introduits pour la première fois dans Meet the Grahams en redoublant d'efforts pour dénoncer la pédophilie et l'inconduite sexuelle de Drake, tout en critiquant son identité culturelle et ses relations avec des artistes basés à Atlanta, en Géorgie.

## Accueil
Not Like Us a été accueilli avec un large enthousiasme par les critiques musicaux et les fans qui ont estimé qu'il renforçait la victoire de Lamar dans leur querelle d'artiste. Beaucoup le considèrent comme le meilleur diss song de cette dernière, voire l'un des plus grands diss song de l'histoire. La chanson a suscité des commentaires basés sur la race et l'appropriation culturelle, a été vu comme un hymne pour la côte ouest des États-Unis et a influencé divers secteurs de la culture populaire. Not Like Us a battu plusieurs records sur la plateforme de streaming Spotify et a marqué la quatrième chanson arrivée no 1 au Billboard Hot 100 de Lamar aux États-Unis. C'est également la chanson no 1 la plus longue des classements Hot R&B/Hip-Hop Songs avec 4 minutes 34, tout en culminant dans le top 20 en Australie, au Canada et dans plusieurs pays européens.

## Récompenses
Lamar a interprété Not Like Us pour la première fois lors de The Pop Out: Ken & Friends (en) où il a joué ce morceau cinq fois de suite. Un clip d'accompagnement, réalisé par Dave Free (en) et Lamar, a été publié le jour de l'indépendance américaine. Not Like Us est la chanson la plus récompensée de l'histoire des Grammy Awards, remportant ses cinq nominations lors de la 67e cérémonie : enregistrement de l'année, chanson de l'année, meilleure performance rap (en), meilleure chanson rap (en) et meilleur clip. Lamar est le deuxième rappeur à remporter les deux premières catégories ci-dessus, rejoignant Childish Gambino pour This Is America en 2019.
Quelques jours après cette consécration, la chanson est chantée par Kendrick Lamar lors du spectacle de la mi-temps du Super Bowl LIX dans une version expurgée de certaines accusations. La joueuse de tennis américaine Serena Williams, ancienne petite amie de Drake, est présente comme danseuse sur la scène.

## Classements hebdomadaires
| Classement (2024/2025)                  | Meilleure position |
| --------------------------------------- | ------------------ |
| Allemagne (GfK Entertainment)           | 4                  |
| Australie (ARIA Charts)                 | 1                  |
| Autriche (Ö3 Austria Top 40)            | 5                  |
| Belgique (Flandre Ultratop 50 Singles)  | 20                 |
| Belgique (Wallonie Ultratop 50 Singles) | 17                 |
| Canada (Canadian Hot 100)               | 1                  |
| Danemark (Tracklisten)                  | 10                 |
| Espagne (PROMUSICAE)                    | 28                 |
| États-Unis (Billboard Hot 100)          | 1                  |
| États-Unis (Hot R&B/Hip-Hop Songs)      | 1                  |
| Finlande (Suomen virallinen lista)      | 27                 |
| France (SNEP)                           | 4                  |
| Irlande (Irish Singles Chart)           | 1                  |
| Italie (FIMI)                           | 68                 |
| (Billboard Global 200)                  | 1                  |
| Norvège (VG-lista)                      | 11                 |
| Nouvelle-Zélande (RMNZ)                 | 1                  |
| Pays-Bas (Single Top 100)               | 8                  |
| Portugal (AFP)                          | 2                  |
| Royaume-Uni (UK Singles Chart)          | 1                  |
| Royaume-Uni (UK R&B Chart)              | 1                  |
| Suède (Sverigetopplistan)               | 3                  |
| Suisse (Schweizer Hitparade)            | 2                  |